# Lisa Bentley
Pour les articles homonymes, voir Bentley.
Lisa Bentley née le 28 novembre 1968 dans le comté d'Etobicoke (Toronto) est une triathlète canadienne qui a participé à de nombreux triathlons Ironman. Atteinte d'une forme de mucoviscidose, elle devient un  modèle pour de nombreux pratiquants et malades.

## Biographie

### Jeunesse
Lisa Bentley participe à son premier triathlon en 1989 après son diagnostic difficile de fibrose kystique. Sportive dans sa jeunesse, elle comprend que c'est la course à pied et d'être resté active dans le sport qui l'ont aidés à se maintenir en vie, elle devient triathlète professionnelle en 1992 et démissionne de l'enseignement pour devenir une athlète à temps complet en 1999.

### Carrière en triathlon
À partir de 1997, Lisa Bentley participe régulièrement au championnat du monde d'Ironman à Kailua-Kona (Hawaï) ou sa meilleure performance a été une place de 3e en 2006. Malgré sa maladie diagnostiquée à l'âge de 20 ans, elle est devenue un modèle pour tous les pratiquants de sports extrêmes atteint de maladie ou de handicap.
En 2005, victime d'une crise d'appendicite trois jours avant les championnats du monde d'Ironman, elle prend quand même le départ pour 3,86 km de nage, 180,2 km de vélo et un marathon, elle abandonne juste avant la course à pied mais à nouveau elle met en avant sa grande opiniâtreté.
À partir de l'an 1999, elle « hiberne » en Australie, elle remporte cinq fois consécutivement l'Ironman de cette nation (de 2002 à 2006), qui reste encore un record en 2017. Elle a couru au cours de sa carrière trente-trois Ironmans et elle en a remporté onze dans quatre pays différents,.

### Vie privée
Elle est mariée à Dave consultant en environnement et triathlète à temps partiel, ils habitent à Caledon (Ontario) au Canadaet ont ensemble un fils prénommé Carter. Lisa Bentley croit aux bienfaits du sport sur les jeunes « cela les éloigne des mauvaises influences, de la drogue et de la cigarette ». Elle est actuellement mentor pour les athlètes dans la poursuite de leurs objectifs sportifs.

## Palmarès
Le tableau présente les résultats les plus significatifs (podium) obtenus sur le circuit international de triathlon depuis 1999,.
| Année | Compétition                                  | Pays             | Position           | Temps           |
| ----- | -------------------------------------------- | ---------------- | ------------------ | --------------- |
| 2009  | Ironman 70.3 Philippines                     | Philippines      | Médaille d'or      | 4 h 24 min 29 s |
| 2008  | Ironman 70.3 Rhode Island                    | États-Unis       | Médaille d'or      | 4 h 27 min 50 s |
| 2008  | Ironman 70.3 Austin                          | États-Unis       | Médaille d'or      | 4 h 20 min 15 s |
| 2007  | Ironman Canada                               | Canada           | Médaille d'or      | 9 h 41 min 1 s  |
| 2006  | Ironman - Championnat du monde à Kailua-Kona | États-Unis       |                    | 9 h 25 min 18 s |
| 2006  | Championnat du monde Ironman 70.3            | États-Unis       |                    | Timing          |
| 2006  | Ironman Australie                            | Australie        | Médaille d'or      | 9 h 19 min 44 s |
| 2006  | Ironman Canada                               | Canada           | Médaille d'argent  | 9 h 28 min 18 s |
| 2006  | Half Ironman Pucón                           | Chili            | Médaille d'or      | 4 h 30 min 13 s |
| 2005  | Ironman Australie                            | Australie        | Médaille d'or      | 9 h 13 min 22 s |
| 2005  | Ironman Allemagne                            | Allemagne        | Médaille d'or      | 9 h 15 min 31 s |
| 2005  | Half Ironman Pucón                           | Chili            | Médaille d'or      | Timing          |
| 2004  | Ironman Australie                            | Australie        | Médaille d'or      | Timing          |
| 2004  | Ironman Canada                               | Canada           | Médaille d'or      | 9 h 16 min 2 s  |
| 2004  | Half Ironman Pucón                           | Chili            | Médaille d'or      | 4 h 40 min 4 s  |
| 2003  | Ironman Australie                            | Australie        | Médaille d'or      | Timing          |
| 2003  | Ironman Canada                               | Canada           | Médaille d'or      | 9 h 47 min 9 s  |
| 2003  | Half Ironman Pucón                           | Chili            | Médaille d'or      | 4 h 35 min 23 s |
| 2002  | Ironman Australie                            | Australie        | Médaille d'or      | Timing          |
| 2001  | Ironman Nouvelle-Zélande                     | Nouvelle-Zélande | Médaille d'or      | Timing          |
| 2000  | Ironman Allemagne                            | Allemagne        | Médaille d'argent  | Timing          |
| 2000  | Ironman Nouvelle-Zélande                     | Nouvelle-Zélande | Médaille d'or      | 9 h 28 min 14 s |
| 1999  | Ironman Nouvelle-Zélande                     | Nouvelle-Zélande | Médaille de bronze | 9 h 27 min 48 s |